# Paul Boyer
Paul Delos Boyer (ur. 31 lipca 1918 w Provo, zm. 2 czerwca 2018 w Los Angeles) – amerykański biochemik, laureat Nagrody Nobla w dziedzinie chemii z 1997 roku.
W 1939 uzyskał stopień B.S. w dziedzinie chemii na Uniwersytecie Brighama Younga oraz stypendium pozwalające na dalszą naukę. Stopień doktora uzyskał w 1943 roku na University of Wisconsin-Madison. Przez kolejny rok pracował na Uniwersytecie Stanforda, gdzie zajmował się badaniami białek osocza krwi, głównie stabilizacją albumin pod kątem zastosowanie do transfuzji. 
Prowadzenie samodzielnych badań mechanizmów enzymatycznych rozpoczął na Uniwersytecie Minnesoty. W 1955 współpracował z Hugo Theorelleem w badaniach nad działaniem dehydrogenazy alkoholowej. 
W 1963 roku został profesorem na Wydziale Chemii i Biochemii Uniwersytecie Kalifornijskim w Los Angeles (University of California, Los Angeles, UCLA). Od 1965 roku kierował Instytutem Biologii Molekularnej, w którym prowadził program badań nad syntezą adenozynotrifosforanu (ATP). 
W 1997 roku, wraz z Johnem Walkerem otrzymał Nagrodę Nobla w dziedzinie chemii za zbadanie i wyjaśnienie enzymatycznego mechanizmu syntezy adenozynotrifosforanu (ATP), będącego chemicznym nośnikiem energii we wszystkich komórkach organizmów żywych. Pozostałe pół nagrody otrzymał Jens Skou za odkrycie pierwszego enzymu zapewniającego równowagę jonową w komórce.
Był w chwili śmierci najstarszym żyjącym noblistą, zmarł 2 czerwca 2018. Zaledwie pięć dni wcześniej zmarł również w wieku 99 lat współlaureat nagrody Nobla z 1997, Jens Skou.